# 스톨리츠카삼지창박쥐
스톨리츠카삼지창박쥐(Aselliscus stoliczkanus)는 잎코박쥐과에 속하는 박쥐의 일종이다. 중국과 라오스, 말레이시아, 미얀마, 태국 그리고 베트남에서 발견된다.